# Greatest Hits 1970–1978
Greatest Hits 1970–1978 – album kompilacyjny brytyjskiej heavymetalowej grupy Black Sabbath.

## Lista utworów
1. „Black Sabbath” – 6:16
2. „N.I.B.” – 5:22
3. „The Wizard” – 4:20
4. „War Pigs” – 7:54
5. „Paranoid” – 2:48
6. „Iron Man” – 3:29
7. „Sweet Leaf” – 5:03
8. „Children of the Grave” – 5:15
9. „Changes” – 4:43
10. „Snowblind” – 5:27
11. „Supernaut” – 4:41
12. „Sabbath Bloody Sabbath” – 5:42
13. „Hole in the Sky” – 4:01
14. „Rock ’n’ Roll Doctor” – 3:26
15. „Never Say Die” – 3:48
16. „Dirty Women” – 7:13